# Кардаха (район)
Кардаха (араб. منطقة القرداحة‎‎) — район (мінтака) у Сирії, входить до складу провінції Латакія. Адміністративний центр — м. Кардаха.
Адміністративно поділяється на 4 нохії:
- Кардаха-Центр
- Джувбат-Бурґаль
- Харф-аль-Мсейтра
- Аль-Фахура

| Сирія | Це незавершена стаття з географії Сирії. Ви можете допомогти проєкту, виправивши або дописавши її. |